# Alenka Bikar
Alenka Bikar (Eslovènia, 7 de gener de 1974) és una atleta eslovena retirada especialitzada en la prova de 200 m, en la que va aconseguir ser subcampiona europea en pista coberta l'any 2000.
En el Campionat Europeu d'Atletisme en Pista Coberta del 2000 va guanyar la medalla de plata en els 200 metres, amb un temps de 23.16 segons, després de la francesa Muriel Hurtis (or amb 23.06 segons) i al davant de la russa Ekaterina Leshchova.